# منتخب فيتنام لكرة القاعدة
منتخب فيتنام لكرة القاعدة (بالفيتنامية: Đội tuyển bóng chày quốc gia Việt Nam) هو ممثل فيتنام الرسمي في المنافسات الدولية في كرة القاعدة .